# Linnaemya microchaeta
Linnaemya microchaeta là một loài ruồi trong họ Tachinidae.